# Sigmodota magnibacula
Sigmodota magnibacula is een zeekomkommer uit de familie Chiridotidae.
De wetenschappelijke naam van de soort werd in 2004 gepubliceerd door Massin & Hétérier.